# Heilig Hartbeeld (Bergen op Zoom)
Het Heilig Hartbeeld is een standbeeld in de Nederlandse plaats Bergen op Zoom.

## Achtergrond
In 1913 kwam de neogotische Sint-Josephkerk in Bergen op Zoom gereed. Op een ervoor gelegen plein werd een fontein van Janus Dingemans geplaatst. Toen deze grond in het bezit van de kerk kwam, besloot men er een Heilig Hartbeeld op te richten. Kees Smout, Jan Oosterman en Jean Geelen maakten op uitnodiging van het kerkbestuur een ontwerp voor een beeld. Geelen kreeg uiteindelijk de opdracht. De benodigde ƒ 22.000 werd door de parochianen bijeengebracht. Het beeld werd op 23 juli 1922 geïntroniseerd. De fontein werd elders in de stad herplaatst.

## Beschrijving
De op halve bol staande Christusfiguur draagt een gewaad met koningsmantel. Hij kijkt enigszins neer op de voorbijgangers. Met zijn linkerhand wijst hij naar het Heilig Hart op zijn borst, zijn rechterhand toont de palm met wond. Het bronzen beeld werd gegoten in Düsseldorf.
Op de natuurstenen sokkel staat in hoog-reliëf de tekst Regi Suo Cives (de burgers aan hun koning). Aan de voet van de sokkel zijn aan vier zijden in brons de wapens aangebracht van de paus, bisschop Petrus Hopmans, het koninkrijk Nederland en de stad Bergen op Zoom. Ten tijde van de intronisatie was Pius XI paus, het wapen op de sokkel is nog dat van zijn voorganger Paus Benedictus XV, die op 22 januari 1922 is overleden.